# Dmitri Schewtschenko (Eishockeyspieler)
Dmitri Eduardowitsch Schewtschenko (russisch Дмитрий Эдуардович Шевченко; * 15. Dezember 1995 in Woskressensk, Russland) ist ein kasachisch-russischer Eishockeyspieler, der seit Dezember 2022 erneut bei Barys Astana in der Kontinentalen Hockey-Liga unter Vertrag steht.

## Karriere
Dmitri Schewtschenko begann seine Karriere in der Jugendabteilung von Chimik Woskressensk in seiner Heimatstadt. 2013 wechselte er zu Atlanty Mytischtschi in die Juniorenliga MHL, Ab 2015 spielte er beim HK Dynamo Balaschicha in der Wysschaja Hockey-Liga, die er mit dem Klub 2017 gewinnen konnte. Nach diesem Erfolg wurde er vom KHL-Klub Barys Astana, der sich nach der Umbenennung der Stadt von 2019 bis September 2022 Barys Nur-Sultan nannte, verpflichtet, wo er bis 2021 spielte. Er wurde aber vereinzelt auch von Torpedo Ust-Kamenogorsk und Nomad Nur-Sultan eingesetzt. Zur Spielzeit 2021/22 wechselte er zum HK Awangard Omsk, der ebenfalls in der KHL antritt. Im Dezember 2022 kehrte er zu Barys Astana zurück.

### International
Für Kasachstan nahm Schewtschenko, der im Nachwuchsbereich nie international spielte, erstmals an der Weltmeisterschaft 2019 teil, als ihm mit dem Nationalteam der Aufstieg aus der Division I in die Top-Division gelang. Aufgrund der weltweiten Covid-19-Pandemie konnte er dann aber erstmals 2021 in der Top-Division antreten, als den Kasachen mit Platz zehn die beste Platzierung ihrer WM-Geschichte gelang. Auch 2022 spielte er in der Top-Division. Zudem vertrat er seine Farben bei der Olympiaqualifikation für die Winterspiele in Peking 2022.

## Erfolge und Auszeichnungen
- 2017 Gewinn des Bratina-Pokals der Wysschaja Hockey-Liga mit dem HK Dynamo Balaschicha
- 2019 Aufstieg in die Top-Division bei der Weltmeisterschaft der Division I, Gruppe A